# Iḍāfa

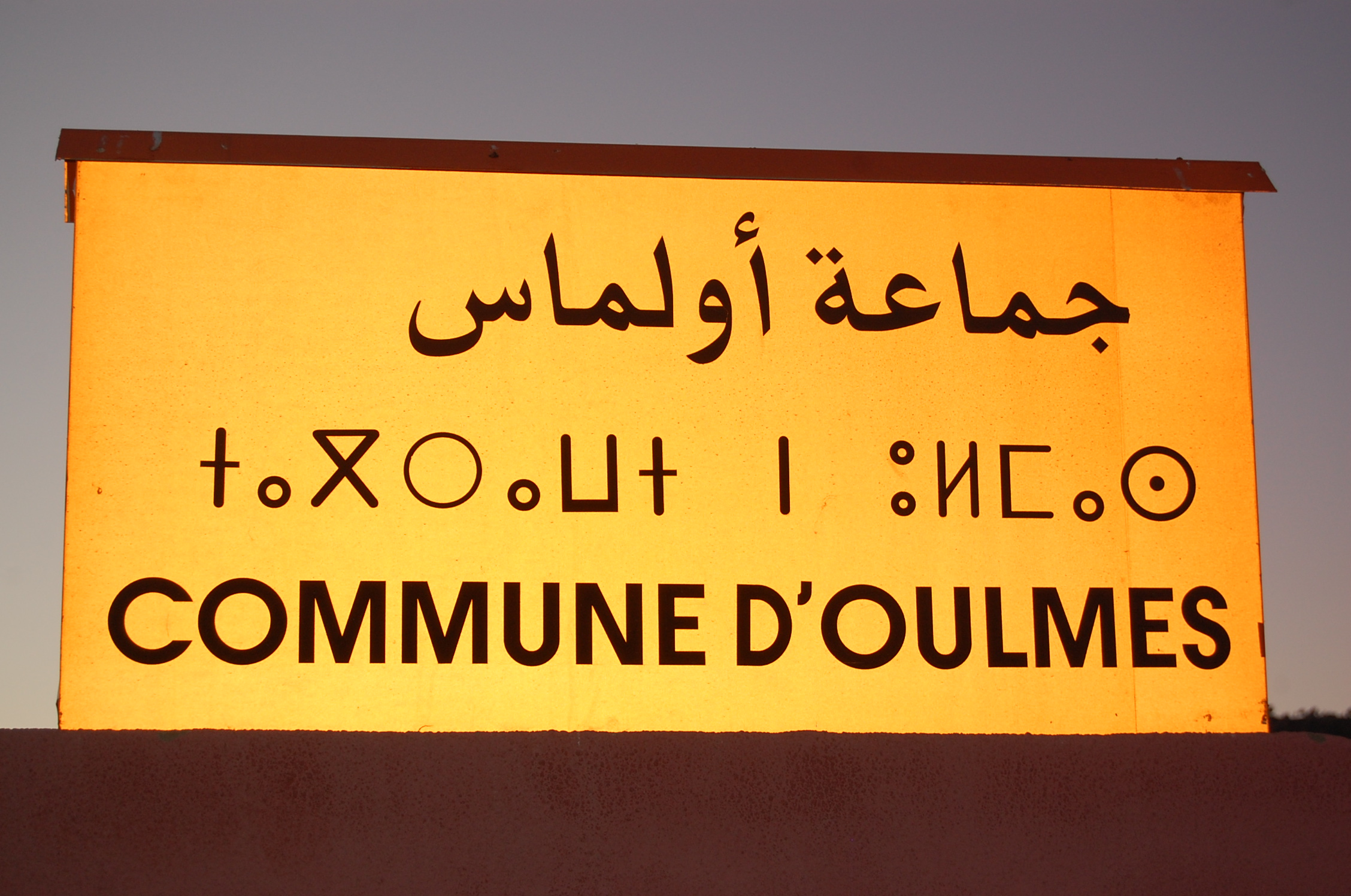
Letrero en Marruecos, mostrando una construcción iḍāfah: جماعة أولماس jamāʿat ʿūlmās 'comuna de Ulmes'.

En lingüística árabe, la iḍafa o más correctamente, iḍāfah (إِضَافَة), es el caso de construcción gramatical árabe que se utiliza principalmente para indicar posesión. Por ejemplo, «ciudad» es madina (مدينة), pero «ciudad de Barcelona» es madinat Barshaluna (مدينة برشلونة), nótese como la ة al final de madina no varía en la escritura, pero sí en el habla. La iḍāfa usa tanto en el árabe clásico como en las lenguas árabes actuales.
La iḍāfa implica poner un sustantivo tras otro: el segundo sustantivo especifica más precisamente la naturaleza del primero. En las formas del árabe que marcan el caso gramatical, este segundo sustantivo debe estar en el caso genitivo. La construcción es típicamente equivalente a la construcción española «(sustantivo) de (sustantivo)». Es una forma muy extendida de formar construcciones posesivas en árabe, y una característica encontrada en varias lenguas semíticas. Otros ejemplos:
- دَارُ الّسَلاَمِ dāru‿s-salām «la casa de la paz».
- كِيلُو مَوْزٍ kīlū mawz «un kilo de bananas».
- بِنْتُ حَسَنٍ bintu Ḥasan «la hija de Hassán».
- بَيْتُ رَجُلٍ baytu rajul «la casa de un hombre».
- بَيْتُ ٱلرَّجُلِ baytu‿r-rajul «la casa del hombre».

## Terminología
La terminología gramatical árabe para esta construcción deriva del verbo أضاف ʼaḍāfa 'añadió', 'adjuntó', forma verbal IV de la raíz trilítera Ḍ-Y-F (ض ي ف).
- Toda la frase que consta de un sustantivo y un genitivo se conoce en árabe como إِضَافَة iḍāfah ('anexión', 'adición') y en español como «construcción genitiva».
- El primer término del binomio se denomina اَلْمُضَاف al-muḍāf '[la cosa] anexada'.
- El primer término «gobierna» (es decir, es modificado por) el segundo término, referido como اَلْمُضَاف إِلَيْهِ al-muḍāf ilayhi 'la cosa añadida a'.[5]

## Tipos de relación expresados
La relación entre el primer y segundo elementos de la construcción iḍāfa varía, aunque generalmente consiste en alguna relación de posesión o pertenencia. En el caso de palabras que nombran contenedores, la iḍāfa expresa lo que está contenido: فِنْجَانُ قَهْوَةٍ finjānu qahwatin 'una taza de café'. También, la iḍāfa puede indicar el material del que está hecho algo: خَاتَمُ خَشَبٍ khātamu khashabin 'un anillo de madera'. En muchos casos, los dos miembros se convierten en una frase fija, la iḍāfa se utiliza como el equivalente de un nombre compuesto utilizado en algunos idiomas indoeuropeos. Así بَيْتُ ٱلطَّلَبَةِ baytu al-ṭalabati puede significar 'casa de los estudiantes (ciertos, conocidos)', pero también es el término normal para un 'albergue de estudiantes'.

## Formando construccionesiḍāfa

### Primer elemento
El primer elemento en la iḍāfa tiene las siguientes características:
- Debe estar en el estado constructo, es decir, no tiene el artículo definido al- ni ninguna nunación (ninguna -n final), ni ningún sufijo de pronombre posesivo.
  - Cuando se usa una pronunciación que generalmente omite los casos (’i‘rāb), la ة (tā’ marbūṭa) de cualquier término en el estado de construcción siempre debe pronunciarse con una -t (después de /a/) cuando se pronuncia, por ejemplo, خَالَة أَحْمَد jālat ’Aḥmad 'tía de Ahmad'.
- Puede ser en cualquier caso: esto está determinado por el papel gramatical del primer término en la oración donde aparece.

### Segundo elemento
El segundo término en una iḍāfa tiene las siguientes características cuando es un sustantivo:
- Debe estar en el caso genitivo.
- Se marca como definido (con el artículo definitivo) o indefinido (con nunación, en las variedades de árabe que lo usan), y puede tomar un sufijo de pronombre posesivo. La definición o indefinición del segundo término determina la definición de toda la construcción idāfa.

### Tres o más elementos
Es válido crear una construcción iḍāfa con más de dos elementos. En tales casos, todos menos el final están en el estado constructo, y todos menos el primero están en el caso genitivo. Por ejemplo: سَرْقةُ جَوَازِ سَفَرِ أِحَدِ اللَاعِبِينَ sarqatu jawāzi safari ’aḥadi l-laa‘ibīna 'el robo del pasaporte [lit. 'licencia de viaje'] de uno de los atletas'.

## Indicando precisión en laiḍāfa
La construcción iḍāfa en su conjunto es una sintagma nominal. Puede considerarse indefinido o definido solo como un todo. Una construcción iḍāfa es definida si el segundo sustantivo es definido, por tener el artículo al- o por ser el nombre propio de un lugar o persona. La construcción es indefinida si el segundo sustantivo es indefinido. Por tanto, iḍāfa puede expresar sentidos equivalentes a:
- 'La casa del director' (بَيْتُ ٱلمُدِيرِ baytu l-mudīr-i)
- 'Una casa de un/el director' (بَيْتُ مُديرٍ baytu mudīr-in)

Pero no puede expresar un sentido equivalente a 'la casa de un director': este sentido debe expresarse con una frase preposicional, usando una preposición como لـِـ li-. Por ejemplo:
- ٍِالبَيْتُ لِمُدير al-baytu li mudīrin – lit. 'la casa para un director'.[10]
- بَيْتُ مُحَمَّدٍ اَلْكَبِيرُ baytu muḥammadini l-kabīru – 'la gran casa de Muhammad' (iḍāfa)
  - بَيْتٌ كَبِيرٌ لِمُحَمَّدٍ baytun kabīrun li-muḥammadin – Una gran casa la de Muhammad (construcción con li-).[11]

## Adjetivos y otros modificadores en laiḍāfa
Nada (excepto un determinante demostrativo) puede aparecer entre los dos sustantivos en iḍāfa. Si un adjetivo modifica el primer sustantivo, aparecerá al final del iḍāfa. Volviendo al ejemplo del principio, «la ciudad bella de barcelona» se diría مدينة برشلونة الجميلة madinat barshalunat al-ŷamila. En este caso, ŷamil ('bello') va al final.

### Modificador del primer elemento
Un adjetivo que modifica el primer sustantivo aparece al final del iḍāfa y concuerda con el sustantivo que describe en número, género, caso y definición (el último de los cuales está determinado por el último sustantivo del iḍāfa).
| primer elemento: número, género, caso. | Estado                                                         | Árabe                 | Transcripción                    | Traducción al castellano                             |
| -------------------------------------- | -------------------------------------------------------------- | --------------------- | -------------------------------- | ---------------------------------------------------- |
| singular, femenino, nominativo.        | indefinido (sin adjetivo)                                      | فُرْشَاةُ أَسْنَانٍ           | furshāt-u ’asnān-in              | «un cepillo de dientes»                              |
| singular, femenino, nominativo.        | indefinido (adjetivo que describe el primer sustantivo)        | فُرْشَاةُ أَسْنَانٍ كَبِيرَةٌ     | furshāt-u ’asnān-in kabīrat-un   | «un cepillo de dientes grande»                       |
| singular, femenino, nominativo.        | definido (sin adjetivo)                                        | فُرْشَاةُ ٱلْأَسْنَانِ         | furshāt-u l-’asnān-i             | «el cepillo de dientes»                              |
| singular, femenino, nominativo.        | definido (adjetivo que describe el primer sustantivo)          | فُرْشَاةُ ٱلْأَسْنَانِ ٱلْكَبِيرَةُ | furshāt-u l-’asnān-i l-kabīrat-u | «el cepillo de dientes grande»                       |
| singular, masculino, nominativo.       | indefinido (sin adjetivo)                                      | طَبِيبُ أَسْنَانٍ            | ṭabīb-u ’asnān-in                | «un dentista (literalmente 'doctor de los dientes')» |
| singular, masculino, nominativo.       | indefinido (adjetivo que describe el primer sustantivo)        | طَبِيبُ أَسْنَانٍ كَبِيرٌ       | ṭabīb-u ’asnān-in kabīr-un       | «un gran dentista»                                   |
| singular, masculino, nominativo.       | definido (sin adjetivo)                                        | طَبِيبُ ٱلْأَسْنَانٍ          | ṭabīb-u l-’asnān-i               | «el dentista»                                        |
| singular, masculino, nominativo.       | definido (adjetivo que describe el primer sustantivo)          | طَبِيبُ ٱلْأَسْنَانٍ ٱلْكَبِير   | ṭabīb-u l-’asnān-i l-kabīr-u     | «el gran dentista»                                   |
| singular, femenino, nominativo.        | sustantivo propio (sin adjetivo)                               | مَدِينَةُ شِيكَاغُو          | madīnat-u shīkāgho               | «ciudad de Chicago»                                  |
| singular, femenino, nominativo.        | sustantivo propio (adjetivo que describe el primer sustantivo) | مَدِينَةُ شِيكَاغُو ٱلْكَبِيرَةُ  | madīnat-u shīkāgho l-kabīrat-u   | «la gran ciudad de Chicago»                          |
| singular, masculino, nominativo.       | sustantivo propio (sin adjetivo)                               | اِبنُ أَحْمَدَ              | ibn-u ’aḥmad-a                   | «hijo de Ahmad»                                      |
| singular, masculino, nominativo.       | sustantivo propio (adjetivo que describe el primer sustantivo) | اِبنُ أَحْمَدَ الكَبِيرُ       | ibn-u ’aḥmad-a l-kabīr-u         | «el hijo mayor de Ahmad»                             |

### Modificador del segundo elemento
Un adjetivo que modifica el último término aparece al final de la iḍāfa y concuerda con el sustantivo que describe en número, género, definición y caso (que siempre es genitivo).
| segundo elemento: género, número | Estado                                                  | Árabe               | Transcripción                        | Traducción al castellano       |
| -------------------------------- | ------------------------------------------------------- | ------------------- | ------------------------------------ | ------------------------------ |
| singular, femenino, genitivo.    | indefinido (sin adjetivo)                               | نَهْرُ مَدِينَةٍ           | nahr-u madīnat-in                    | «un río de una ciudad»         |
| singular, femenino, genitivo.    | indefinido (adjetivo que describe el último sustantivo) | نَهْرُ مَدِينَةٍ جَمِيلَةٍ     | nahr-u madīn at-in jamīl at-in       | «un río de una hermosa ciudad» |
| singular, femenino, genitivo.    | definido (sin adjetivo)                                 | نَهْرُ المَدِينَةِ         | nahr-u al-madīnat-i                  | «el río del pueblo»            |
| singular, femenino, genitivo.    | definido (adjetivo que describe el último sustantivo)   | نَهْرُ المَدِينَةِ الجَمِيلَةِ | nahr-u al -madīn at-i al -jamīl at-i | «el río de la hermosa ciudad»  |
| masculino, singular, genitivo.   | indefinido (sin adjetivo)                               | نَهْرُ بَلَدٍ             | nahr-u balad-in                      | «un río de un país»            |
| masculino, singular, genitivo.   | indefinido (adjetivo que describe el último sustantivo) | نَهْرُ بَلَدٍ جَمِيلٍ        | nahr-u balad- in jamīl- in           | «un río de un hermoso país»    |
| masculino, singular, genitivo.   | definido (sin adjetivo)                                 | نَهْرُ البَلَدِ           | nahr-u al-balad-i                    | «el rio del país»              |
| masculino, singular, genitivo.   | definido (adjetivo que describe el último sustantivo)   | نَهْرُ البَلَدِ الجَمِيلِ    | nahr-u al -balad- i al -jamīl- i     | «el rio del hermoso país»      |

### Modificador de ambos términos
Si se modifican ambos términos en la iḍāfa, el adjetivo que modifica el último término se establece más cerca de iḍāfa, y el adjetivo que modifica el primer término se establece más alejado. Por ejemplo:
مَجْمَعُ ٱللُّغَةِ ٱلْعَرَبِيَّةِ ٱلْأُرْدُنِّيُّ
majma‘-u l-lughat-i l-‘arabiyyat-i l-’urduniyy-u
«la Academia de la Lengua Árabe de Jordania»
(literalmente, 'academia (de) la-lengua el-árabe el-jordano')

## Iḍāfacon pronombres
El sufijo posesivo también puede tomar el lugar del segundo sustantivo de una construcción iḍāfa, en cuyo caso se considera definido. Los sustantivos poseídos indefinidos también se expresan mediante una preposición:
صَدِيقَتُهَا ṣadīqatu-hā – 'su amiga'.
صَدِيقَتُهَا ٱلْجَدِيدَةُ ṣadīqatu-hā l-jadīdatu – 'su nueva amiga'.
صَدِيقَةٌ لَهَا ṣadīqatun la-hā – 'una amiga suya'.
صَدِيقَةٌ جَدِيدَةٌ لَهَا ṣadīqatun jadīdatun la-hā – 'una nueva amiga suya'.